# Jack Habib
Jack Habib (ur. 26 kwietnia 1912 w Stambule, zm. 9 lutego 1995 tamże) – turecki koszykarz, uczestnik Letnich Igrzysk Olimpijskich 1936. 
Na igrzyskach w Berlinie reprezentował swój kraj w turnieju koszykówki. Wraz z kolegami zajął ex aequo 19. miejsce.
W sezonie 1935–1936 Habib reprezentował klub Barkhoba, a w latach 1944–1947 był zawodnikiem klubu Fenerbahçe Ülker.